# はじめて馬に乗った日
はじめて馬に乗った日(Where is Winky's Horse?)は、2007年のオランダ映画。「ネコのミヌース (映画)」「ボクの熱気球」「ゾウがお家にやってきた」など傑作ファミリー映画の制作実績を誇るボス・ブラザーズとワーナー・ブラザースが「ウィンキーの白い馬」に続き、強力タッグ。日本国内でも、キンダー・フィルム・フェスティバル (東京)（08年）など各地映画祭で上映され高評価を得た。

## 概要
馬を逃したことでウソをつき、心の中に沈殿する罪悪感。妹の誕生で生じた疎外感。孤独な中での責任を果たす覚悟。得がたい友情と優しさ。そして感謝。馬探しをあきらめない、けなげな少女に、観客たちも人生での大事なことに気づかされていく。ワーナー・ブラザース全面協力作品。日本語吹替版あり。

## キャスト
- ウィンキー...エビイ・タン（吹替：小林由美子）
- ウィンキーの父...アーロン・ワン（吹替：井田国男）
- ウィンキーの母...ハンイ・ハン（吹替：瀬尾恵子）
- サミール...マモウン・エルヨウノウス（吹替：近木裕哉）
- コールおばさん...ベティ・シューマン（吹替：永木貴依子）
- シームおじさん...ジャン・ディクレー（吹替：小山武宏）

## スタッフ
- 監督：ミッシャ・カンプ
- 脚本：タマラ・ボス
- 制作：バーニー・ボス／ヒルデ・デ・ラエレ／キム・クラーセ
- 編集：ザンダー・ヴォス
- 音楽：ヨハン・フーゲウィス
- 翻訳：いけや咲良
- 発売：株式会社オンリー・ハーツ

## ストーリー
セント・ニコラスがスペインへ旅立つ間、オランダでニコラスの馬の世話をする約束をしたウィンキー。誕生日祝いに乗馬レッスンを受けることを許してもらうが、最初は馬でなく、小さなポニーで練習することに。しぶしぶ条件をのむウィンキーだが、不満は隠せない。そんなある日、独りのときにこっそりニコラスの馬を連れ出し乗馬を楽しんでしまう。そこへ友人が犬を連れてやって来るが、その犬に驚いた馬は突然暴れだし、ウィンキーを振り落として遠くへ逃げてしまう。慌てて馬を追いかけても、あとの祭り。ニコラスが再びオランダへ来る12月5日までに、何とか馬を見つけ出さなくてはならないのだが…。状況が状況なだけに、簡単にみんなに打ち明けることもできず、独りで悩みをかかえるウィンキー。それでも、常に優しく見守ってくれる周囲の大人たちや友人たちに助けられながら、智恵を振り絞って頑張るウィンキーに待っていた結末は…。

## おもな受賞
- オランダ映画祭
  - 観客賞、子ども映画賞
- シカゴ国際子ども映画祭
  - 準グランプリ
- ミュンヘン映画祭
  - 子ども審査員賞
- 国内の映画祭
  - キンダー・フィルム・フェスティバル (東京)（08年）にて上映